# Ligne de Nyíregyháza à Vásárosnamény
La ligne de Vásárosnamény à Nyíregyháza ou ligne 116 est une ligne de chemin de fer de Hongrie. Elle relie Vásárosnamény à Nyíregyháza.